# Теніс на Літній універсіаді 2013
Змагання з тенісу на XXVII Всесвітній Літній Універсіаді пройшли з 8 по 16 липня 2013 року в Казані, Росія, виявивши володарів 7 комплектів нагород.

## Загальна інформація
2013-о року теніс удвадцятьпєяте входить до програми літніх Універсіад.
Господарі турніру заявили на турнір своїх декількох найсильніших тенісистів: у жіночій частині взяли участь Олена Весніна та Анастасія Павлюченкова, а у чоловічій — Андрій Кузнєцов. З інших помітних представників професійного туру в змаганнях взяла участь Луксіка Кумкхум з Таїланду та Поліна Пехова з Білорусі.

## Огляд
Чоловічий одиночний розряд не викликав великого інтересу у жоної з федерацій. Лідер посіву — росіянин Костянтин Кравчук — значився напередодні турніру лише 173-ю ракеткою світу. Додаткову інтригу змаганню додала участь у ньому чемпіона минулих ігор: корейця Лім Йонг Гю. Саме у протистоянні цих двох спортсменів, у підсумку, виявився переможець турніру: вони були посіяні в одній половині та впевнено дійшли один до одного, не віддавши на шляху ні сету; у півфіналі Лім двічі зробив брейки у кінцівках сетах та виграв спочатку суперечку за місце у фіналі, а потім, перегравши мадагаскарця Анцо Ракотондрамангу, і другий поспіль титул.
Жіночий одиночний розряд був більш представницьким: формальним першим номером посіву стала казахстанська тенісистка Ярослава Шведова, а другим — Луксіка Кумкхум з Таїланду; втім жодна з них не дісталася до медалей: через травму Шведова в останній момент знялася з ігор, а Кумкхум поступилася вже у першому матчі. Скориставшись невдачами лідерів у боротьбу за медалі вступили інші спортсмени: Сатіе Ісідзу скористалася відмовою казахської спортсменки та впевнено виграла свою половину сітки, а її суперницею у фіналі стала випускниця NCAA Сабріна Сантамарія: американка у другому колі обіграла Кумкхум, потім взяла гору над Лаурою Зігемунд, а в боротьбі за місце у фіналі завдала поразки японці Хіроко Кувата, яка раніше вибила з турніру двох юних надій пострадянського простору: Маргариту Гаспарян та Ілону Кремінь. У фіналі Ісідзу впевнено обіграла Сантамарію, дозволивши собі у певний момент програти п'ять геймів поспіль.
Змагання чоловічих пар вийшло вельми передбачуваним: перша четвірка посіву впевнено вийшла до півфіналу, програвши на всіх лише сет. У фінальній частині турніру пара тайванських китайців довела свою перевагу над суперниками в зіграності та класі дій: спочатку не пустивши Лім Йонг Гю до парного «золота», а потім не давши реабілітуватися і Костянтину Кравчуку.
У жіночому парному розряді господарі заявили Олена Весніна та Анастасія Павлюченкова, які впевнено завоювали золоті медалі, перегравши у чвертьфіналі чемпіонок NCAA, а у фіналі — тайських спортсменок. Весніна потім виграла також турнір змішаних пар разом з Андрієм Кузнєцовим, у фіналі насилу перегравши японців, довелось відіграввати два матчболи.

## Спортивні об'єкти
- Казанська академія тенісу.

## Медалі

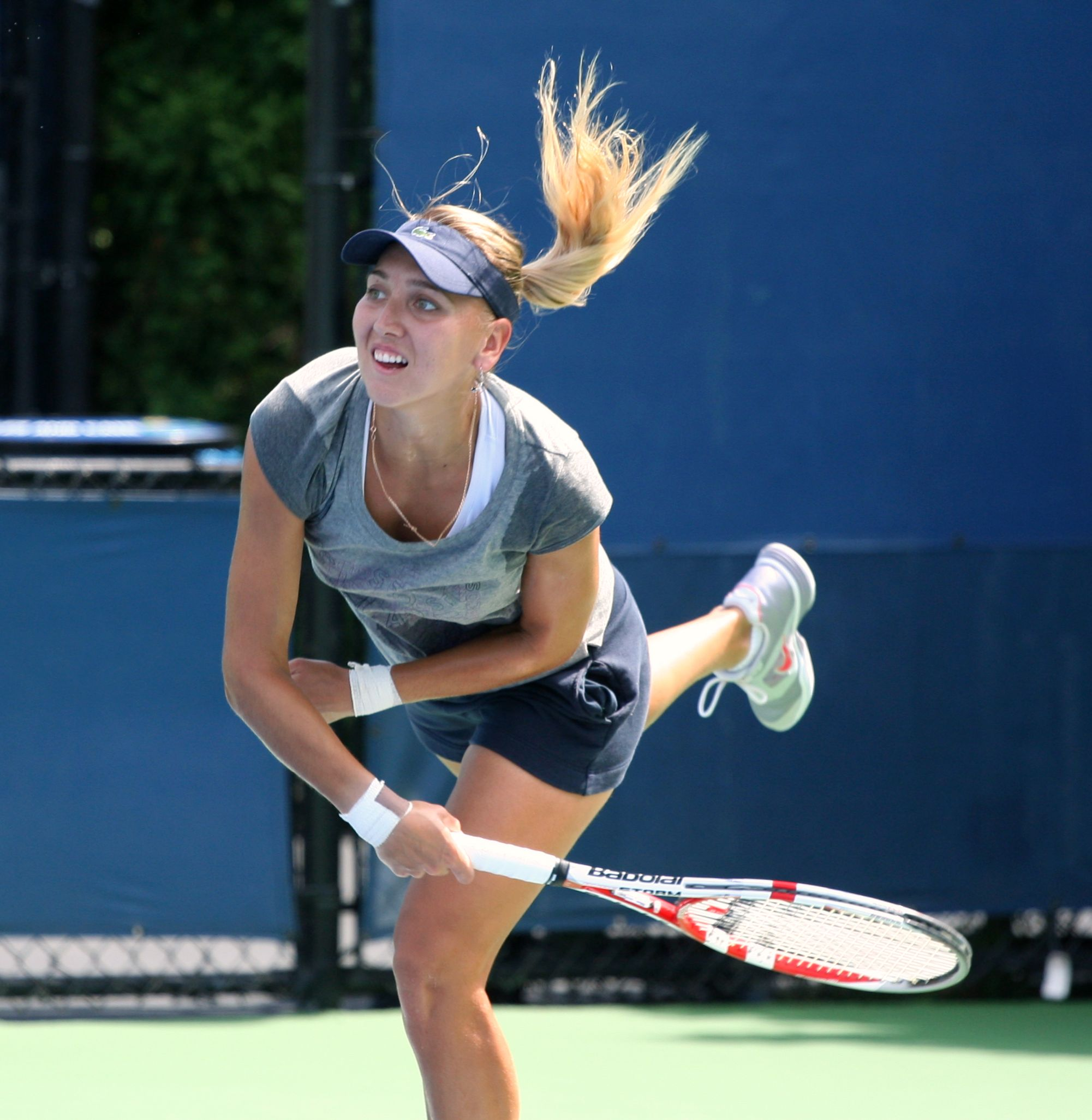
Росіянка Олена Весніна — дворазова чемпіонка ігор у парних турнірах.

### Медалісти

#### Одиночні турніри
| Категорія | Золото             | Срібло                     | Бронза                  |
| Чоловіки  | Лім Йонг Гю (KOR)  | Анцо Ракотондраманга (MAD) | Костянтин Кравчук (RUS) |
| Чоловіки  | Лім Йонг Гю (KOR)  | Анцо Ракотондраманга (MAD) | Максим Кінкі (FRA)      |
| Жінки     | Ісідзу Сатіє (JPN) | Сабріна Сантамарія (USA)   | Хіроко Кувата (JPN)     |
| Жінки     | Ісідзу Сатіє (JPN) | Сабріна Сантамарія (USA)   | Катерина Ванкова (CZE)  |

#### Парні турніри
| Категорія | Золото                                           | Срібло                                              | Бронза                                           |
| Чоловіки  | Лі Сіньхань (TPE) Пен Сяньінь (TPE)              | Віктор Балуда (RUS) Костянтин Кравчук (RUS)         | Лім Йонг Гю (KOR) Нох Сан У (KOR)                |
| Чоловіки  | Лі Сіньхань (TPE) Пен Сяньінь (TPE)              | Віктор Балуда (RUS) Костянтин Кравчук (RUS)         | Олександр Бурий (BLR) Андрій Василевський (BLR)  |
| Жінки     | Анастасія Павлюченкова (RUS) Олена Весніна (RUS) | Ноппаван Летчівакан (THA) Варатчая Вонгтінчай (THA) | Дар'я Лебешева (BLR) Поліна Пехова (BLR)         |
| Жінки     | Анастасія Павлюченкова (RUS) Олена Весніна (RUS) | Ноппаван Летчівакан (THA) Варатчая Вонгтінчай (THA) | Барбара Собашкевич (POL) Сільвія Загорська (POL) |
| Мікст     | Олена Весніна (RUS) Андрій Кузнєцов (RUS)        | Хіроко Кувата (JPN) Сота Тагава (JPN)               | Ліза Сабіно (SUI) Патрік Айхенбергер (SUI)       |
| Мікст     | Олена Весніна (RUS) Андрій Кузнєцов (RUS)        | Хіроко Кувата (JPN) Сота Тагава (JPN)               | Лі Хуачжень (TPE) Лі Сіньхань (TPE)              |

#### Командні турніри
| Категорія | Золото                          | Срібло                                          | Бронза                    |
| Чоловіки  | Південна Корея Лім • Нох • Лі   | Китайський Тайбей Лі • Пен • Хуан • Ван         | Росія Кравчук • Балуда    |
| Жінки     | Японія Ісідзу • Кувата • Танака | Росія Павлюченкова • Весніна • Яшина • Гаспарян | США Сантамарія • Крістіан |

### Загальний залік
| Загальна кількість медалей |                   |        |        |        |        |
| Місце                      | Країна            | Золото | Срібло | Бронза | Усього |
| 1                          | Росія             | 2      | 2      | 2      | 6      |
| 2                          | Японія            | 2      | 1      | 1      | 4      |
| 3                          | Південна Корея    | 2      | 0      | 1      | 3      |
| 4                          | Китайський Тайбей | 1      | 1      | 1      | 3      |
| 5                          | США               | 0      | 1      | 1      | 2      |
| 6                          | Мадагаскар        | 0      | 1      | 0      | 1      |
| 6                          | Таїланд           | 0      | 1      | 0      | 1      |
| 8                          | Білорусь          | 0      | 0      | 2      | 2      |
| 9                          | Польща            | 0      | 0      | 1      | 1      |
| 9                          | Франція           | 0      | 0      | 1      | 1      |
| 9                          | Чехія             | 0      | 0      | 1      | 1      |
| 9                          | Швейцарія         | 0      | 0      | 1      | 1      |
| Усього                     | Усього            | 7      | 7      | 12     | 26     |